# Koweït aux Jeux olympiques
Le Koweït participe aux Jeux olympiques depuis 1968 et a envoyé des athlètes à chaque édition depuis cette date. Le pays n'a jamais participé aux Jeux d'hiver. 
Le pays a remporté 3 médailles de bronze, chaque fois en tir.
Le Comité national olympique du Koweït a été créé en 1957 et a été reconnu par le Comité international olympique (CIO) en 1966.

## Médailles
| Médaille | Nom                 | Jeux        | Sport | Compétition        |
| -------- | ------------------- | ----------- | ----- | ------------------ |
| Bronze   | Fehaid al-Deehani   | Sydney 2000 | Tir   | Double Trap Hommes |
| Bronze   | Fehaid al-Deehani   | London 2012 | Tir   | Double Trap Hommes |
| Bronze   | Abdullah al-Rashidi | Tokyo 2020  | Tir   | Skeet              |